# Masaru Matsuhashi
Masaru Matsuhashi (松橋 優, Matsuhashi Masaru) est un footballeur japonais né le 22 mars 1985. Il est défenseur.

## Biographie
Masaru Matsuhashi commence sa carrière professionnelle à l'Oita Trinita, club de J-League 1. En 2009, il est transféré au Ventforet Kofu, club de J-League 2. Il obtient la montée en J-League 1 à l'issue de l'année 2010.
Masaru Matsuhashi remporte la Coupe de la Ligue japonaise en 2008 avec l'Oita Trinita. Il est par ailleurs vice-champion de J-League 2 en 2010 avec le Ventforet Kofu. 
Après être redescendu dès 2011 dans la division inférieure, le club redevient champion de J-League 2 en 2012 et remonte ainsi en première division.

## Palmarès
- Vainqueur de la Coupe de la Ligue japonaise en 2008 avec l'Oita Trinita